# Najjadeh
Les Najjadeh ("les sauveurs") sont un parti politique libanais.
Fondé dans les années 1933-1936, il fut à l'époque populaire au sein de la communauté sunnite, notamment à Beyrouth. En 1943, pendant quelques semaines, le parti a été unifié avec son rival maronite, le parti Kataëb de Pierre Gemayel, afin de montrer l'unité libanaise réclamant l'indépendance du pays à l'égard de la France.
Adnan Hakim, fondateur du parti, a été député sunnite de Beyrouth entre 1968 et 1972.
En 1975, les Najjadeh ont refusé de prendre part à la Guerre du Liban, ce qui a entraîné l'érosion de leur base populaire. Aujourd'hui le parti se résume à une petite organisation, sans réelle base populaire.

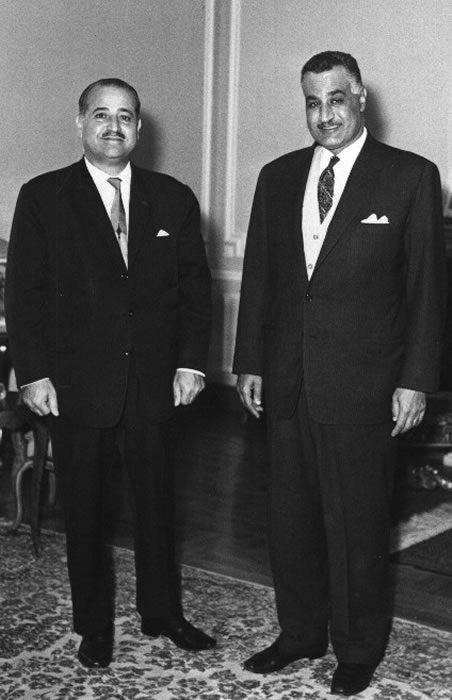
Adnan Al-Hakim with Jamal Abdel Nasser
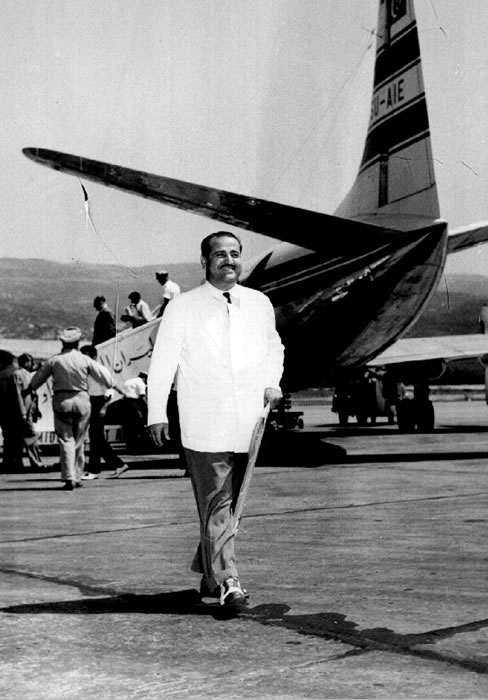
Adnan Hakim welcomed at the airport
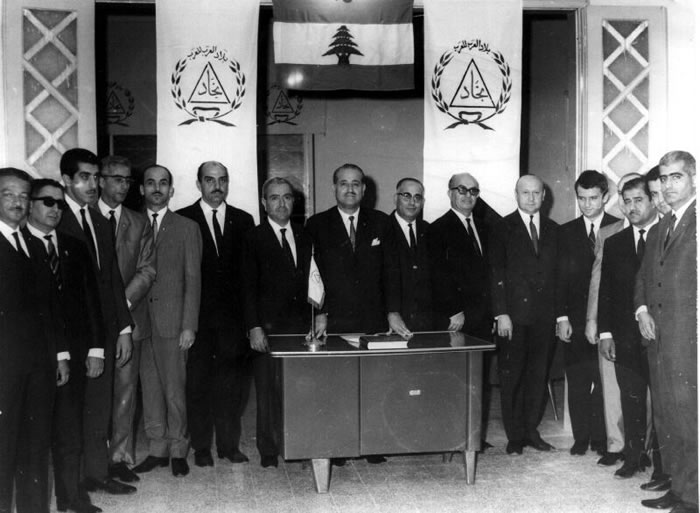
Najjadeh Party General Secretary